# بيل ويبر
بيل ويبر (بالإنجليزية: Bill Weber)‏ هو سياسي أمريكي، ولد في 3 أبريل 1956. حزبياً، نشط في الحزب الجمهوري. وقد انتخب عضو مجلس ولاية مينيسوتا.

## وصلات خارجية
- الموقع الرسمي